# Beriev A-40
O Beriev A-40 Albatros (conhecido também como Be-42 ou Mermaid) foi um avião anfíbio a jato projetado pela Beriev Aircraft Company para missões antissubmarino. Com o objetivo de substituir o Beriev Be-12 e o Ilyushin Il-38, o projeto foi suspenso após apenas uma aeronave ser completamente fabricada, e o segundo protótipo com 70% já construído, devido à queda da União Soviética. Relatórios recentes sugerem que o projeto foi reativado e que um pedido foi feito pela Marinha Russa.

## Desenvolvimento
O voo de estreia foi realizado sem planejamento; durante um teste de táxi em alta velocidade, a aeronave decolou e varou a pista, e a tripulação foi forçada a continuar a decolagem. O voo subsequente e o pouso ocorreram sem qualquer incidente, mas a tripulação foi rebaixada de seus postos, apesar de ter salvo a aeronave.
Em 5 de Setembro de 2008 o comandante da Aviação Naval Russa, Maj.Gen. Nikolai Kuklev, anunciou que o A-42 será adotado como uma aeronave de Busca e Salvamento e anti-submarino da Marinha Russa, e um contrato para mais quatro aeronaves para Busca e Salvamento foi acordado com a companhia, e as entregas iniciariam-se em 2010. Espera-se que todas as quatro aeronaves estejam em serviço até 2013. Um grande contrato para centenas de versões de reconhecimento e anti-submarino para substituir a frota de Be-12 e Il-38 ainda está em consideração.

## Design

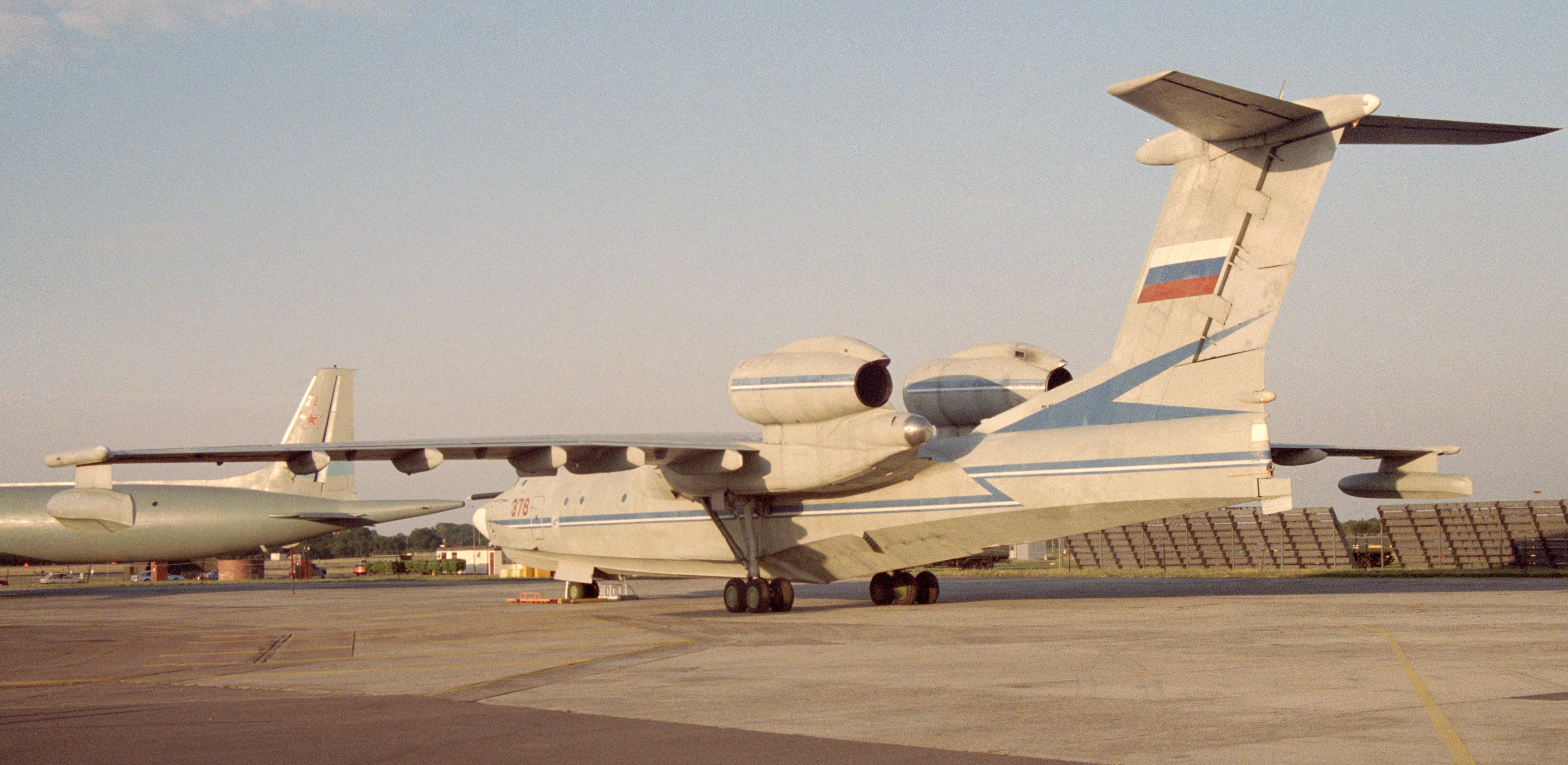
Um Beriev A-40 em 1996

O A-40 é uma aeronave a jato com construção inteira metálica com os motores localizados acima da raiz da asa. Sua asa possui diedro negativo, e as bóias nas asas são instaladas em pequenas estruturas abaixo das pontas da asa.

## Histórico Operacional
Entre 1989 e 1998, o Beriev A-40 bateu um incrível número de 140 recordes mundiais.

## Versões
A-40
Versão Inicial. Anfíbio anti-submarino. 1 protótipo concluído (o segundo ficou 70% completo).
A-40M
Melhoria projetada para a versão inicial, utilizando um novo sistema de busca e engajamento.
A-40P
Inicialmente uma versão de combate à incêndios, capaz de despejar 25 toneladas de água e transportar uma equipe de bombeiros. Mais tarde, a mesma designação foi usada para uma aeronave projetada para patrulha marítima em competição direta com o Tu-204P.
A-40PM (também conhecido como Be-40P)
Versão civil projetada em 1994. Capaz de carregar 105 passageiros, uma versão para exportação com motores CFM também foi oferecida. Estes estudos levaram ao desenvolvimento do Beriev Be-200.
Be-40PT
Versão projetada para transporte de cargas e passageiros, capaz de carregar 70 pessoas e 10 toneladas de carga.
A-42 (também conhecido como Be-42) 
Versão de Busca e Salvamento projetada para substituir o Beriev Be-12PS, em resposta ao desastre com o submarino soviético K-278 Komsomolets. A construção de um protótipo foi iniciada, mas suspensa em 1993. Alguns estudos recentes estão propondo uma versão conjunta A-42/44 para múltiplas tarefas, equipado com motores propfan Progress D-27.
A-44
Versão de patrulha marítima projetada em conjunto com o A-42 antes que os projetos foram fundidos para uma aeronave multi-tarefas em 1993.
A-42PE
Versão projetada para patrulha marítima e busca e salvamento para exportação. Motorizado com dois propfan Progress D-27.

## Especificações (A-40)

### Características Gerais
- Tripulação: 8
- Comprimento: 43,84 m
- Envergadura: 41,62 m
- Altura: 11 m
- Área da Asa: 200 m²
- Peso Máximo de Decolagem (MTOW): 86.000 kg (189.630 lb)
- Motorização: 2 x Soloviev D-30KPV
- Tipo do Motor: turbofan
- Potência: 117,7 kN (26.455 lbf)
- Motores adicionais (Takeoff boosters): 2 x Kolesov RD36-35 turbojato, 23 kN (5.180 lbf) cada

### Performance
- Velocidade Máxima: 800 km/h
- Alcance: 4.100 km (2.212 nm)[2]
- Distância de Decolagem (solo): 1.000 m (3.280 pés)
- Distância de Decolagem (água): 2.000 m (6.560 pés)
- Distância de Pouso (solo): 700 m (2,300 ft)
- Distância de Pouso (água): 900 m (2,950 ft)
- Altura máxima da onda: 2 m
- Teto Operacional: 9.700 m (31.825 pés)[2]
- Razão de subida: 30 m/s (5.900 ft/min)[2]

### Armamento
- (A-40P carregamento de bombas internas)
  - Sonobuoy, bomba de profundidade, minas navais, mais;
  - 3 torpedos Orlan (Sea Eagle), ou
  - 6 mísseis guiados Korshun (Kite)
- (A-40P carregamento sob as asas)
  - Kh-35 mísseis antinavios

Referências